# Болоньеси (провинция)
Болоньеси (исп. Provincia de Bolognesi, кечуа Bolognesi pruwinsya) – одна из 20 провинций перуанского региона Анкаш. Площадь составляет 3 155 км². Население на 2007 год –  30 725  человек. Плотность населения – 9,74 чел/км². Столица – город Чикьян.

## История
Провинция была создана 22 октября 1903 года.

## География
Расположена в южной части региона. Граничит с  провинциями: Уари (на севере), Рекуай (на северо-западе), Уармей (на западе) и Окрос (на юге), а также с регионами Лима (на западе и юге) и Уануко (на востоке).

## Административное деление
В административном отношении делится на 15 районов:
- Абелардо-Пардо-Лесамета
- Антонио-Раймонди
- Акиа
- Канис
- Колкиок
- Кахакай
- Чикьян
- Уальянка
- Уаста
- Уайльякайан
- Ла-Примавера
- Мангас
- Пакльон
- Сан-Мигель-де-Корпанки
- Тикльос